# Ehren Kruger
Ehren Kruger (5 de octubre de 1972) es un guionista y productor de cine estadounidense.
Kruger se crio en Alexandria, Virginia, y asistió a la Universidad de Nueva York. Estudió en la Escuela Thomas Jefferson para Ciencia y Tecnología, donde se graduó en 1990.
Ha realizado los guiones para las películas Arlington Road, Scream 3 y Reindeer Games. Fue nominado para el Premio Bram Stoker por el mejor guion, con la película The Ring.
Cuando Kevin Williamson abandonó la producción de Scream 4, Kruger reescribió el guion aunque no le fue acreditado.

## Filmografía

### Escritor
| Año  | Título                                  |
| 1998 | Killers in the House                    |
| 1999 | Arlington Road                          |
| 1999 | New World Disorder                      |
| 2000 | Scream 3                                |
| 2000 | Reindeer Games                          |
| 2001 | Impostor                                |
| 2002 | The Ring                                |
| 2005 | Rings (cortometraje)                    |
| 2005 | The Ring Two                            |
| 2005 | The Skeleton Key                        |
| 2005 | The Brothers Grimm                      |
| 2007 | Blood and Chocolate                     |
| 2009 | Transformers: la venganza de los caídos |
| 2011 | Transformers: el lado oscuro de la luna |
| 2014 | Transformers: la era de la extinción    |
| 2019 | Dumbo junto Justin Springer             |
| 2022 | Top Gun: Maverick                       |
| 2025 | F1                                      |